# RoboCop versus The Terminator (videogioco)
RoboCop Versus The Terminator è un videogioco pubblicato per numerose console e basato sui franchise RoboCop e Terminator. Soltanto la versione per Mega Drive è vagamente ispirata alla miniserie a fumetti RoboCop versus The Terminator del 1992. Una versione cinematografica del videogioco fu quasi prodotta nel 1995, ma fu annullata perché non si trovò un regista.
In tutte le versioni del videogioco il giocatore controlla il personaggio di RoboCop, che nella versione SEGA è munito di diverse armi, comprese pistole laser, mentre nella versione SNES è dotato esclusivamente di una Auto 9 handgun. La versione per SNES racconta la storia del videogioco attraverso alcuni brevi sequenze fra un livello e il successivo, che nella versione SEGA è invece soltanto narrato tramite scritte su schermo.